# Donata Vogtschmidt
Donata Katharina Rebecca Vogtschmidt (* 24. Februar 1998 in Koblenz) ist eine deutsche Politikerin (Die Linke) und seit 2025 Mitglied des Deutschen Bundestages. Zuvor war sie von 2021 bis 2024 Abgeordnete im Thüringer Landtag.

## Leben
Donata Vogtschmidt absolvierte das Abitur am Eisenacher Elisabeth-Gymnasium und war dort Schülersprecherin. Während ihrer Schullaufbahn war sie außerdem Pressesprecherin im Vorstandsvorsitz der Landesschülervertretung Thüringen und Delegierte des Freistaats Thüringen zur Bundesschülerkonferenz. Zwischen 2016 und 2020 studierte sie Staatswissenschaften mit Schwerpunkt Sozial- und Wirtschaftswissenschaften an der Universität Erfurt und beendete dies mit dem Bachelor of Arts. Von 2020 bis 2022 studierte sie ebenfalls an der Universität Erfurt Staatswissenschaften mit dem Schwerpunkt Politik- und Wirtschaftswissenschaften (Master of Arts).
Vogtschmidt hat eine Tochter.

## Politik
Vogtschmidt war während ihres hochschulpolitischen Engagements in mehreren Legislaturperioden des Studierendenrates der Universität Erfurt in unterschiedlichen Positionen wie bspw. als Leiterin des Referates Hochschulpolitik und sowohl als freie Mitarbeiterin als auch als gewähltes Mitglied tätig. Außerdem wurde sie im Januar 2017 zur Sprecherin der Konferenz Thüringer Studierendenschaften (KTS) gewählt und wiedergewählt, bis sie im September 2020 nach fast vier Jahren nicht mehr für das Amt kandidierte. Ebenfalls war sie bis Oktober 2021 fünf Jahre studentisches Mitglied des Kommunalen Hochschul- und Studierendenbeirates der Stadt Erfurt und leitete während dieser Zeit vier Jahre lang das Gremium als Vorsitzende. Inhaltlich war sie federführend an der Ausarbeitung und Einführung des Kultursemestertickets für die Erfurter Studierenden tätig sowie zur Ausgestaltung des Hochschulstandortentwicklungskonzeptes. 
Im Mai 2019 kandidierte sie für den Stadtrat der Stadt Arnstadt und verpasste den Einzug. Seitdem ist sie als berufene Bürgerin der Fraktion Die Linke im kommunalen Ausschuss für Jugend, Sport und Soziales tätig und war zuvor ebenfalls Mitglied der städtischen AG „Stadtgrün“. 
Bei der Landtagswahl in Thüringen 2019 trat sie als Direktkandidatin im Wahlkreis Ilm-Kreis II an und unterlag dem Bewerber der AfD, Olaf Kießling. Nach der Bundestagswahl 2021 rückte sie für Susanne Hennig-Wellsow, welche in den Deutschen Bundestag gewählt wurde, in den Thüringer Landtag nach. In ihrer Fraktion war sie Sprecherin für Katastrophenschutz und Feuerwehr. Als ständiges Mitglied war sie im Innen- und Kommunalausschuss, dem Unterausschuss Kommunaler Finanzausgleich sowie im Verfassungsausschuss des Thüringer Landtages tätig. Vogtschmidt führte Abgeordnetenbüros in Arnstadt und Sondershausen.
In Zusammenarbeit mit Ralph Lenkert organisierte sie Veranstaltungen zur atomaren Endlagerung in Arnstadt und Thüringen.
Bei der Landtagswahl in Thüringen 2024 trat Vogtschmidt als Direktkandidatin im Wahlkreis Kyffhäuserkreis I an und belegte mit 11,3 % der Stimmen den dritten Platz hinter Stefan Schard (CDU; 42,0 %) und Robert Teske (AfD; 36,6 %). Damit verpasste sie den Wiedereinzug in den Thüringer Landtag.
Bei der Bundestagswahl 2025 zog Vogtschmidt über Platz zwei der Landesliste Thüringen für den Wahlkreis Eichsfeld – Nordhausen – Kyffhäuserkreis (188) in den Bundestag ein. Bei den Erststimmen unterlag sie mit 11,9 % der Stimmen David Gregosz (CDU; 27,8 %) und Christopher Drößler (AfD; 39,5 %). Vogtschmidt ist im 21. Deutschen Bundestag ordentliches Mitglied der Ausschüsse für Digitales und Staatsmodernisierung (dort auch Obfrau für die Linke) und für Verteidigung. Außerdem ist sie stellvertretendes Mitglied im Ausschuss für Forschung, Technologie, Raumfahrt und Technikfolgenabschätzung.
Sie gehört dem Landes- sowie dem Kreisvorstand der Linken in Thüringen und dem Ilm-Kreis an und ist Sprecherin der Landesarbeitsgemeinschaft „Linkes Frauennetzwerk“ und ist Mitglied der Gewerkschaft Erziehung und Wissenschaft.